# Asterostigma reticulatum
Asterostigma reticulatum là một loài thực vật có hoa trong họ Ráy (Araceae). Loài này được E.G.Gonç. mô tả khoa học đầu tiên năm 2003.